# Plagiomyia alticeps
Plagiomyia alticeps là một loài ruồi trong họ Tachinidae.